# Хобі (річка)
Хо́бі (Хобісцкалі, Хопі; груз. ხობი, ხობისწყალი) — річка в західній Грузії. Довжина річки 150 км, площа басейну 1 340 км².
Річка бере початок на Егріському хребті Великого Кавказу, тече на південний захід. Протікає по Колхідській низовині та впадає до Чорного моря.
Живлення в основному дощове. Пересічні витрати води становлять 44,2 м³/с, максимальні — 333 м³/с. Використовується для зрошування. Має праву притоку Чанісцкалі.
На річці розташоване місто Хобі та селище Чхороцку. Під час Другої Світової Війни в гирлі розташовувалась тимчасова військова база Чорноморського флоту. У 2005 році в гирлі (село Кулеві) збудовано нафтовий термінал для танкерів.
| Грузія | Це незавершена стаття з географії Грузії. Ви можете допомогти проєкту, виправивши або дописавши її. |

1. 1 2  GEOnet Names Server — 2018.